# 67-я авеню (линия Куинс-бульвара, Ай-эн-ди)
|   |     |     |     |     |   |
| · | · л | · э | · э | · л | · |

|   |     |     |     |     |   |
| · | · л | · э | · э | · л | · |

«67-я авеню» (англ. 67th Avenue) — станция Нью-Йоркского метрополитена, расположенная на линии Куинс-бульвара, Ай-эн-ди. Станция находится в Квинсе, в округе Форест-Хилс, на пересечении 67-й авеню с Куинс-бульваром. На станции останавливаются маршруты: E (ночью), M (в будни днём и вечером) и R (круглосуточно, кроме ночи). Станцию проходят без остановки маршруты: E (круглосуточно, кроме ночи), F (круглосуточно) и <F> (в часы пик в пиковом направлении).
Станция представлена четырьмя путями и двумя боковыми платформами, обслуживающими внешние пути. Платформы имеют немного изогнутую форму. Сама станция окрашена в синие цвета. Название представлено как в виде мозаики на стенах, так и в виде чёрных табличек на колоннах.
Станция имеет два выхода. Имеется мезонин над платформами и турникетный зал. Существует возможность бесплатного перехода между платформами. Круглосуточно открыт только западный выход, ведущий к перекрёстку 67-й авеню с Куинс-бульваром. Восточный выход содержит только полноростовые турникеты и приводит к 67-й драйв. Лифтами и эскалаторами не снабжена — доступ к станции осуществляется по лестницам, т. к. она находится неглубоко.